# Sanja Iveković
Sanja Iveković née en 1949 à Zagreb, est une artiste croate féministe. 

## Biographie
De 1968 à 1971, Sanja Iveković fait des études de graphisme à l'école des Beaux Arts de Zagreb (en) de l'université de Zagreb.   
En 1978, elle co-fonde avec Dalibor Martinis la galerie Podroom. En 1994, elle est également cofondatrice d'Electra, un centre d'art féministe à Zagreb.

## Œuvres
Son œuvre est éminemment politique et féministe. Elle est une des premières à s'intéresser aux problématiques du genre, du féminisme et des discriminations. Elle exploite l’iconographie audiovisuelle, celle de la presse féminine mais aussi de la publicité pour réaliser des œuvres, telle que,  qui questionnent les représentations du corps et les injonctions de la société,
Avec Sweet Violence en 1974, c'est à la société de consommation et au capitalisme qu'elle s'attaque. Sweet Violence est aussi le titre de la première grande rétrospective de son travail à New York, en 2012. 
Elle est principalement reconnue à partir de la réalisation avec Dalibor Martinis de la vidéo intitulée Chanoyu, récompensée d'un prix au Locarno video festival en 1986.